# Pietro Pecchiai
Pietro Pecchiai (Pisa, 18 luglio 1878 – Pisa, 13 settembre 1958) è stato un musicista, docente compositore italiano, fu anche critico musicale e musicologo. Fece ricerche su opere di musicisti antichi esistenti presso gli archivi pubblici e privati d'Italia.

## Biografia
Precocemente appassionato di musica, studiò organo con l’organista Giuseppe Terrabugio e composizione con Gaetano Luporini presso l'allora “Istituto musicale Pacini” poi rinominato Istituto Luigi Boccherini di Lucca.
Insegnò per molti anni musica corale alla scuola della “Primaziale” detta ora“Cappella musicale” del Duomo di Pisa, e composizione all“Istituto musicale Pacini”di Lucca.. Collateralmente a questi impegni fu compositore, critico musicale e teatrale sulle colonne del quotidiano «Il Tirreno» e, sul versante della musicologia, compié lunghe ed accurate ricerche negli archivi musicali nazionali che poi compendiö nel suo “Catalogo delle opere musicali teoriche e pratiche di autori vissuti sino ai primi decenni del sec. XIX, esistenti nelle biblioteche e negli archivi pubblici e privati d'Italia”.
Compose vari pezzi di musica sacra e trascrisse musiche antiche. Nel 1909 compose una “Messa in si minore” per tenori, bassi e orchestra, che riveduta e corretta da Gaetano Luporini, fu eseguita, diretta dall'autore, nel Duomo di Lucca il 29 giugno 1910.
Compose poi un'opera lirica, “Il Trionfo d'Amore”, rimasta inedita oltre ad alcuni pezzi musicali minori di carattere vario.

## Opere

### Musica sacra
- “Christus” per coro e orchestra
- “Miserere” per coro e orchestra
- “Messa in si minore” per tenori, bassi e orchestra (1909)

### Trascrizioni di musica sacra
- “Ave maris stella” , su musica di Giovanni Carlo Maria Clari,  trascrizione per coro a quattro voci con accompagnamento di violini obbligati, contrabbasso e organo, con realizzazione del basso numerato per organo o pianoforte. (1931)

### Musica profana
- “Il trionfo d'Amore”, opera lirica, (rimasta inedita)
- “L'amor amato”, romanza per voce e pianoforte sul testo di una poesia di Giovanni Papini,
- “Inno a Pisa” per coro e pianoforte, (1958)

### Scritti musicologici
- “Alcune notizie sull'Archivio Musicale del Duomo di Pisa”
- “Due musicisti pisani del '700 (Giovanni Carlo Maria Clari e Giovan Gualberto Brunetti)”,  (1930)
- “Un rilievo sulle origini dell' 'oratorio'” (1932)
- “Catalogo delle opere musicali teoriche e pratiche di autori vissuti sino ai primi decenni del sec. XIX, esistenti nelle biblioteche e negli archivi pubblici e privati d'Italia”, (1935)